# Нова Пољанка
Нова Пољанка (слч. Nová Polianka) насељено је мјесто са административним статусом сеоске општине (слч. obec) у округу Свидњик, у Прешовском крају, Словачка Република.

## Становништво
| Година:    | 1994. | 2004.   | 2014.    | 2024.   |
| ---------- | ----- | ------- | -------- | ------- |
| Број људи: | 64    | 58      | 78       | 71      |
| Разлика:   |       | -9,37 % | +34,48 % | -8,97 % |

| Година:    | 2023. | 2024.   |
| ---------- | ----- | ------- |
| Број људи: | 67    | 71      |
| Разлика:   |       | +5,97 % |

Према подацима о броју становника из 2024. године насеље је имало 71 становника.